# Teofil Stanisławski
Teofil Józef Stanisławski (ur. 27 grudnia 1940) – polski działacz polityczny, ambasador RP w Zairze (1989–1992). 

## Życiorys
Ukończył studia ekonomiczne na Uniwersytecie Ekonomicznym w Poznaniu. Zawodowo związany z przemysłem rolno-spożywczym. Pracował w Wojewódzkim Związku Spółdzielni Produkcyjnych w Poznaniu, w Wojewódzkiej Radzie Narodowej w Koszalinie. Wiceprzewodniczący ZW Związku Młodzieży Wiejskiej. W 1975 przeszedł z WK Zjednoczonego Stronnictwa Ludowego (ZSL) do Naczelnego Komitetu ZSL. W 1978 został zastępcą dyrektora Zjednoczenia Przedsiębiorstw Owocowo-Warzywnych „Fruktopol”. W 1980 został kierownikiem Wydziału Ekonomicznego NK ZSL. Od 1983 wiceprezes Centralnego Zarządu Związku Spółdzielni Mleczarskich. W latach 1989–1992 ambasador w Zairze. W późniejszych latach związany z Polskim Stronnictwem Ludowym.
Żonaty z Angeliką, nauczycielką historii. Ojciec Moniki, Marty i Mai. Mówi po francusku, rosyjsku i w esperanto.